# Compagnie di difesa siriane
Le Compagnie di difesa siriane (in arabo سرايا الدفاع‎?, Sarāyā al-Difāʿ) erano una forza paramilitare in Siria comandate dal generale Rifa'at al-Asad, il loro obbiettivo era la difesa del governo di Hafiz al-Asad e Damasco da qualsiasi minaccia esterna o interna nel 1984 le potenti compagni di difesa che all'epoca erano composte da 55.000 uomini furono sciolte e confluirono nell'Esercito arabo siriano, nella Guardia repubblicana siriana e nella 14ª divisione delle forze speciali composte da 5 reggimenti la forza sarebbe diventata in seguito la 569ª divisione corazzate che a sua volta andò a costituire la 4ª divisione corazzata.